# Eupithecia perfusca
Eupithecia perfusca är en fjärilsart som beskrevs av Taylor 1908. Eupithecia perfusca ingår i släktet Eupithecia och familjen mätare. Inga underarter finns listade i Catalogue of Life.